# Jorge Jottar
Jorge Jottar Mereb (Requínoa, 26 de junio de 1929 - Santiago, 1 de enero de 2014) fue un deportista chileno, cuya especialidad era el tiro skeet. Fue campeón mundial de dicha disciplina en 1966, en el campeonato de tiro realizado en Wiesbaden, Alemania, donde acertó a 197 platillos de 200.

## Biografía
Nació el 26 de junio de 1929, en la comuna de Requínoa, departamento de Caupolicán, antigua provincia de Colchagua. Estudió en el Instituto O'Higgins de Rancagua, y posteriormente se dedicó al comercio de frutas. Se casó con Teresa Nasrallah, con quien tuvo 7 hijos. Comenzó a practicar el tiro skeet en 1961.
Obtuvo el segundo lugar en tiro skeet olímpico en el Campeonato Mundial de Tiro al Plato realizado en noviembre de 1965 en el Club de Lo Curro, Santiago de Chile. En la oportunidad obtuvo una marca de 196 platillos de 200, siendo solamente superado por el alemán Konrad Wirnhier, quien logró la marca de 199/200. También integró el equipo chileno de tiro skeet, junto con Ángel Marentis, Enrique Núñez y Gilberto Navarro, quienes lograron el segundo lugar en dicha categoría.
Al año siguiente, participó en el Campeonato Mundial de Tiro realizado en Wiesbaden, en ese entonces perteneciente a la República Federal de Alemania. El torneo congregó a 1050 especialistas de 52 países, entre ellos seis chilenos; además de Jottar asistieron Juan Enrique Lira, Gilberto Navarro, Carlos Pabst, Pedro Estay, y Fritz Dreyer, comandante de la Fuerza Aérea de Chile. En el mundial alemán, Jottar superó su marca de 1965, logrando 197/200 platillos, con lo que logró el primer lugar de la cita, superando a Hans Joachin Suppli de Alemania Oriental, quien realizó 196/200, y al polaco Artur Rogovski, cuya marca fue de 195/200 platillos. Su hazaña lo hizo merecedor del premio al Mejor deportista de Chile 1966, otorgado por el Círculo de Periodistas Deportivos de Chile.
Posteriormente participó en tiro skeet olímpico en los Juegos Olímpicos de México 1968, donde obtuvo el 7.º lugar entre 52 participantes, obteniendo un diploma olímpico.
Falleció el 1 de enero de 2014 a los 84 años.

## Homenajes
Una calle en Viña del Mar lleva su nombre, en el sector de Achupallas, el cual se caracteriza por tener la mayoría de sus calles con nombres de deportistas chilenos.